# Éric Akoto
Éric Akoto (Acra, 20 de julho de 1980) é um ex-futebolista ganês naturalizado togolês, que atuava como defensor.

## Carreira
Começou a carreira em seu país de origem, mas, sem perspectivas de defender as Estrelas Negras (apelido da Seleção Ganesa de Futebol), Akoto optou se naturalizar togolês. Seu primeiro clube europeu foi o Grazer da Áustria.
Após uma curta passagem pelo israelense Maccabi Ahi Nazareth, Akoto foi contratado pelo OFI Creta.

## Seleção
Akoto atuou na Seleção Togolesa de Futebol de 2000 a 2009, e disputou a Copa de 2006, mas nem entrou em campo nas três partidas dos Falcões.

## Curiosidade
Akoto foi um dos dois atletas togoleses que nasceram em Gana (o outro foi Richmond Forson).